# Dărăști-Ilfov
Dărăști-Ilfov là một xã thuộc hạt Ilfov, România. Dân số thời điểm năm 2002 là 2940 người.